# Дональдсон, Уолтер (композитор)
Уолтер Дональдсон (англ. Walter Donaldson; 15 февраля 1893 ― 15 июля 1947) ― американский композитор. Был автором многих хитов 1910-х, 1920-х, 1930-х и 1940-х годов, которые ныне входят в сборник Great American Songbook.

## Биография
Уолтер Дональдсон родился в Бруклине, Нью-Йорк, в семье учителя игры на фортепиано. Ещё учась в школе Дональдсон начал писать музыку для школьных спектаклей, а его первый сборник песен был опубликован в 1915 году. В следующем году вышел его хит The Daughter of Rosie O'Grady.
Во время Первой мировой войны Дональдсон участвовал в выступлениях перед соладатами в лагере Аптон, Нью-Йорк. Они же вдохновили его на написание How Ya Gonna Keep 'em Down on the Farm (After They've Seen Paree)?.
После возвращения со службы в армии США после окончания Первой мировой войне Дональдсон был нанят в качестве композитора компанией Ирвинга Берлина. Дональдсон работал с Берлине до 1928 года, после чего открыл свою собственную издательскую компанию под названием Donaldson, Douglas & Gumble, Inc.
В конце 1920-х годов Дональдсон переехал в Голливуд, где писал музыку для кинофильмов. Он работал над такими кинокартинами, как Сьюзи, Великий Зигфелд, Панама Хэтти,и Невада.
Прекратил работу в 1943 году и умер спустя четыре года в Санта-Монике, Калифорния.
Дуглас Дональдсон прежде всего известен как композитор, а не как лирик, хотя он писал как музыку для песен, так и слова. Среди таких хитов, к которым он написал и музыку, и слова, являются At Sundown и Little White Lies. Всего за свою карьеру он опубликовал шесть сотен песен.

## Избранные произведения
- «At Sundown (When Love is Calling Me Home)»
- «The Army’s Full of Irish (A Man from Erin Never Runs, He’s Irish)» (lyrics by Bert Hanlon)
- «Away Down East in Maine»
- «Because My Baby Don’t Mean 'Maybe' Now»
- «Carolina in the Morning» (lyrics by Gus Kahn)
- «Can’t We Fall in Love» (lyrics by Harold Adamson)
- «Dixie Vagabond» (lyrics by Gus Kahn)
- «Don’t Be Angry»
- «Don’t Cry Frenchy, Don’t Cry» (lyrics by Sam M. Lewis and Joe Young)
- «Down Where the South Begins» (lyrics by Gus Kahn)
- «Dreamy Delaware» (music by «Violinsky» (Sol Ginsberg))
- «Duke of Kak-I-Ak» (lyrics by Edgar Leslie)
- «Eight Little Letters»
- «An Ev’ning in Caroline»
- «For No Reason at All» (lyrics by Sam M. Lewis and Joe Young)
- «Georgia»
- «A Girlfriend of a Boyfriend of Mine» (lyrics by Gus Kahn)
- «Give Me Just a Little Bit of What You’ve Got» (lyrics by George A. Whiting)
- «Give Me My Mammy» (lyrics by Buddy DeSylva)
- «Goodness Gracious Agnes» (lyrics by Gus Kahn)
- "How Ya Gonna Keep 'em Down on the Farm (After They’ve Seen Paree)? (lyrics by Sam M. Lewis and Joe Young)
- «Kansas City Kitty» (lyrics by Edgar Leslie)
- «Little White Lies»
- «Love Me or Leave Me» (lyrics by Gus Kahn)
- «Makin' Whoopee» (lyrics by Gus Kahn)
- «Maybe It’s the Moon» (lyrics by Robert Wright and Chet Forrest)
- «Mississippi Honeymoon» (lyrics by Gus Kahn)
- «Mister Meadowlark» (lyrics by Johnny Mercer)
- «My Baby Just Cares for Me» (lyrics by Gus Kahn)
- «My Blue Heaven» (lyrics by George A. Whiting)
- «My Buddy» (lyrics by Gus Kahn)
- «My Heart and I Decided»
- «My Little Bimbo Down on a Bamboo Isle» (lyrics by Grant Clarke)
- «My Mammy» (lyrics by Sam M. Lewis and Joe Young) (a huge hit for Al Jolson)
- «My Man from Caroline» (lyrics by Gus Kahn)
- «My Ohio Home» (lyrics by Gus Kahn)
- «My Papa Doesn’t Two-Time No Time»
- «No One to Blame But Myself» (lyrics by Mitchell Parish)
- «Sam, the Old Accordion Man»
- «Sweet Jennie Lee»
- «That Certain Party» (lyrics by Gus Kahn)
- «A Thousand Goodnights»
- «What Can I Say After I Say I’m Sorry?» (lyrics by Abe Lyman)
- «Without That Gal!»
- «Yes Sir, That’s My Baby» (lyrics by Gus Kahn)
- «You’re Driving Me Crazy»